# Флора Бровіна
Флора Бровіна (алб. Flora Brovina; нар. 30 вересня 1949, Скендерай, Косово) — албанська поетеса, громадська діячка, лікарка-педіатр.

## Життєпис
Після закінчення медичного інституту вчилась у Приштині. Продовжила навчання у Загребі, де спеціалізувалась з педіатрії. Після повернення до Косова працювала журналісткою у щоденній газеті Rilindja. Незабаром, однак, влаштувалась на роботу лікаркою-педіатром у приштинській лікарні. Коли у 90-х політична ситуація у Косово погіршилась, Бровіна почала збирати інформацію про акти насильства, а також організувала допомогу для дітей-сиріт.
20 квітня 1999, під час Косовської війни, Бровіна була викрадена вісьмома чоловіками у масках і вивезена у невідомому напрямку. Вона була у сербському полоні, коли сили НАТО взяли столицю і сербські війська були виведені з країни. Провела півтора року у сербських в'язницях, перш ніж була відпущена у результаті міжнародного тиску.

## Діяльність
Як представниця Демократичної партії Косова у 2004 році була обрана до парламенту Косова. Також керувала Жіночою лігою косовських албанців.
У 1999 році отримала нагороду від шведського ПЕН-клубу. Також є лауреаткою Премії з прав людини Фонду Генріха Белля.
У 2001 році вірші Флори Бровіної з'явилися у Нью-Йорку в перекладі Роберта Елсі.